# Junior Jein
Harold Angulo Vence, conocido artísticamente como Junior Jein (Buenaventura, 3 de julio de 1982 – Cali, 14 de junio de 2021) fue un cantante, productor, compositor y activista colombiano. Fue unos de los precursores de la salsa choke.

## Biografía
Nació el 3 de julio en Buenaventura, Valle del Cauca, donde se interesó en la música. Desde su adolescencia siguió en las composiciones de hip-hop, siendo el grupo de La Family Rap. En 2001 estudió comunicación social en la Universidad Santiago de Cali. Posteriormente, estudió publicidad y marketing.
En 2004 debutó en la música de estilo reguetón con su sencillo Puro Vacilón en la cual se desarrolló su carrera. En 2006 lanzó Diciembre, el sencillo de alusión a la Feria de Cali. Entre sus canciones compuestas en su estilo musical se destacaron: Lo que no sirve se bota, Si Dios fuera negro, Turin turan, Somos diferentes, Yo vivo así, Mal No me va, No le meta así y La recompensa, bajo de las colaboraciones de los artistas Son de Cali, ChocQuibTown, Herencia de Timbiquí, Cynthia Montaño. En 2008 se incursionó como activista en derechos humanos, contribuyendo la lucha de la igualdad e inclusión en la comunidad afrocolombiana. Entre sus sencillos se destaca Quién los mató, canción que fue compuesta junto con otros artistas del Pacífico y en donde exigía justicia por el asesinato de cinco jóvenes en Llano Verde, un barrio ubicado al oriente de la ciudad de Cali.

## Asesinato
En la noche del 13 de junio de 2021 el artista se dirigió a la discoteca A Otro Nivel Disco Club a promocionar su reciente sencillo La recompensa. Los sicarios llegaron a pie afuera del establecimiento nocturno y le dispararon al artista con un fusil. Inmediatamente fue trasladado a un hospital cercano, llegando sin signos vitales en la madrugada del 14 de junio. Los autores materiales fueron capturados rápidamente en el lugar de los hechos, identificados como: Iver Tomas Banguera Flórez y Jhon Alex Zúñiga Vidal.